# Gruppe Europäischer Regulierungsstellen für elektronische Kommunikationsnetze und -dienste
Die Gruppe Europäischer Regulierungsstellen für elektronische Kommunikationsnetze und -dienste (englisch European Regulators Group for Electronic Communications Networks and Services, ERG) war eine EU-Körperschaft mit beratender Funktion hinsichtlich der Regulierung auf dem Telekommunikationsmarkt mit Sitz in Riga. Sie wurde durch den Beschluss 2002/627/EG der EU-Kommission vom 29. Juli 2002 gegründet. Die Eröffnungssitzung fand am 25. Oktober 2002 in Brüssel statt.
Mitglieder waren die unabhängigen nationalen Telekommunikations-Regulierungsbehörden der EU-Mitgliedsstaaten; die übrigen Regulierer aus dem EWR und der Schweiz hatten Beobachterstatus.
Neben der beratenden Funktion für die EU-Kommission diente die Zusammenarbeit der Regulierer in der ERG insbesondere auch der Abstimmung bei der Umsetzung des EU-Telekommunikations-Regulierungsrahmens in nationales Recht, wozu die ERG-Mitglieder gemeinsame Standpunkte (ERG common positions) erarbeiteten.
Diese gemeinsamen Standpunkte waren jedoch rechtlich für die nationalen Regulierer nicht bindend, was sich u. a. an der entgegen den Festlegungen im  gemeinsamen ERG-Bitstrom-Standpunktpapier fehlenden Implementierung der Provider-definierten DSLAM-Schaltparameter und -Profile bei der Regulierung des Bitstromzugangs durch die Bundesnetzagentur zeigte.
Bei der Revision des EU-Telekommunikations-Regulierungsrahmens ist nach Plänen des EU-Parlaments eine Stärkung der Kompetenzen der ERG anstelle der von der Kommission vorgeschlagenen Etablierung einer Telekommunikations-Regulierungsbehörde auf EU-Ebene vorgesehen. Einflussreichen EU-Mitgliedern wie Deutschland gingen auch diese Pläne zu weit, da sie auch hierbei noch eine Schwächung ihrer „nationalen Champions“ auf deren Heimatmärkten befürchteten.
Das Gremium europäischer Regulierungsstellen für elektronische Kommunikation (GEREK/BEREC) ist ein Forum für die Zusammenarbeit zwischen den nationalen Regulierungsbehörden. Es ersetzt seit 2010 die Vorläuferorganisation ERG.